# Kumaga
Kumaga – wieś w Botswanie w dystrykcie Central. Według spisu ludności z 2011 roku wieś liczyła 758 mieszkańców.